# MBG Group
Die MBG-Gruppe oder MBG Group mit Hauptsitz in Paderborn ist ein international tätiges Vertriebsunternehmen für Getränke. Vertrieben werden Marken verschiedener Hersteller sowie Eigenmarken. Der unter dem Dach der MBG Holding GmbH operierender Konzern tritt in Europa auch als „Unternehmensgruppe MBG International Premium Brands“ auf. Die MBG International Premium Brands GmbH war bis zur Einbringung in die MBG Holding GmbH im Jahr 2010 die Dachgesellschaft des Konzerns und erwirtschaftet etwa ein Drittel des Gruppenumsatzes. „MBG“ war ursprünglich eine Abkürzung für Miller Brands Germany.

## Geschichte
Im Jahr 1993 gründete der Bank-Azubi Andreas W. Herb in Paderborn die P.O.S. Marketing + Vertrieb GmbH im Jahr 1996 kam sein heutiger Partner Peter Jürgens dazu. Zweck des Unternehmens war die Vermarktung von Szenegetränken in der Gastronomie. 1995 ging das Unternehmen eine langfristige Distributions- und Marketingkooperation mit der Miller Brewing Company ein. 1998 firmierte die Gesellschaft in Miller Brands Germany GmbH (MBG) um, mit einer 50-%-Beteiligung durch die Warsteiner Brauerei Haus Cramer KG.
Im Jahr 2000 übernahm MBG die Salitos Brewing Company und führte Salitos Tequila Flavoured Beer auf dem deutschen Markt ein. 2002 erfolgte die Bündelung des Geschäftsbereiches Export in über 35 Länder in die Tochtergesellschaft Salitos Beverages GmbH.
Im März 2003 übernahmen die Gesellschafter Andreas Herb und Peter Jürgens per Management-Buy-out die Anteile der Warsteiner Brauerei an der MBG und verkauften 49,8 % des Unternehmens zum 1. Mai 2003 an die Krombacher Brauerei Bernhard Schadeberg GmbH & Co KG weiter. Es folgte die Übernahme der exklusiven Vertriebsrechte für die Marken Water Joe und Three Sixty Vodka bis 2004.
Am 29. Juli 2005 firmierte das Unternehmen um in MBG International Premium Brands GmbH, und aus ihrer Tochter MBG Design & Entertainment wurde die Novado GmbH. Im selben Jahr erfolgte die Übernahme der weltweiten Vertriebsrechte für die Marke Scavi & Ray Prosecco. 2008 wurde die Tochtergesellschaft MBG Middle East mit Sitz in Dubai gegründet, um den Export in den Nahen Osten und Afrika zu koordinieren. Zeitgleich verlegte MBG seinen Sitz an den heutigen Standort in den Logistikpark Vogel.
Ab Januar 2009 übernahm MBG im Auftrag des Markeninhabers Nestlé Waters den deutschlandweiten Vertrieb der Premium-Wassermarke Perrier und zum 1. April den Vertrieb in Handel und Gastronomie in Deutschland für die Kräuterlimonade Almdudler der österreichischen Almdudler-Limonade A. & S. Klein GmbH & Co KG. Im Juli des gleichen Jahres gründete man die Columbia Trading GmbH und im Dezember die Masai Natural Beverages GmbH.
In den Jahren 2010 bis 2011 wurde das Unternehmen umstrukturiert. Die 2008 als Vorratsgesellschaft gegründete IdeeZwei Beteiligungs GmbH wurde unter dem neuen Namen MBG Holding GmbH zur Dachgesellschaft des Konzerns. Die Inventis GmbH (bis 2006 MBG Finance GmbH) übernahm den 49,8%igen Anteil der Krombacher Brauerei an MBG International Premium Brands. Mit Wirkung zum 1. Februar 2012 übernahm die 2009 gegründete MBG-Tochter Columbia Trading GmbH mit der Juice Partners GmbH, Hamburg, die Geschäfte in Deutschland und Österreich für die zum Nestle-Konzern gehörende Zengo International B.V. und firmierte dabei um in MBG Foodservice GmbH. Im gleichen Jahr wurde mit dem Scavi & Ray Hugo erstmals ein von MBG entwickelter fertiger Hugo-Cocktail in den Markt eingeführt.
2013 erwarb MBG eine Mehrheitsbeteiligung am britischen Fruchtsafthersteller The Feel Good Drinks Company Ltd., London. Im gleichen Jahr erfolgte die Übernahme der zu Schwarze & Schlichte gehörenden E. Eduard Meyer GmbH in Stadthagen mit der Marke Meyer’s Bitter. 2014 wurde der Standort in Dubai weiter ausgebaut und die bisher angemietete Firmenzentrale in Paderborn erworben. Zeitgleich wurde der Vertrieb von Braufässchen übernommen.
Am 28. Juli 2015 verschmolz die Masai Natural Beverages GmbH auf die MBG International Premium Brands GmbH. Im selben Jahr gab das Unternehmen Vertrieb und Marketing der Marke Perrier an Nestlé Waters zurück und übernahm die weltweiten Vertriebsrechte für die Marke Aqua Gym sowie die Vertriebsrechte in Spanien und Deutschland für die Marken Cazcabel, Rekorderlig und Feel Good Teas. Im selben Jahr führte das Unternehmen die Marken Il Santo und Kvass in den Markt ein.
Im Jahr 2016 wechselte der Vertrieb von Almdudler an Franken Brunnen und die MBG-Gruppe wurde erneut umstrukturiert. Zum Januar 2016 verschmolz die Effect Beverages GmbH mit der MBG Global Brands GmbH und aus der britischen Feel Good Drinks Company wurde die Beverage Management Ltd. mit Sitz in Altrincham.
Im Jahr 2019 unterstützte MBG mit der Marke Effect Energy mit 5 Tray a 24 Dosen Gratis den rechtskonservativen Verein Werteunion e.V. als Sponsor in Bonn.

## Unternehmen

Logo der MBG-Gruppe in Deutschland und Spanien

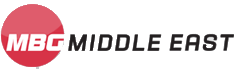
Logo der MBG-Gruppe im Mittleren Osten

Die MBG-Gruppe entwickelt, produziert und vermarktet als Großhändler mit ihren ca. 25 Tochter- und Beteiligungsgesellschaften weltweit Energydrinks, Limonaden, Softdrinks, Alkopops und Spirituosen. Die Unternehmensgruppe setzte 2015 in 58 Ländern mehr als eine Million Hektoliter Getränke ab und erwirtschaftete dabei mit rund 250 Mitarbeitern 200 Millionen € Umsatz. Die Führung in der Unternehmensgruppe hat dabei die MBG International Premium Brands GmbH mit Sitz in Paderborn, die 2015 in Deutschland 65 Millionen € Umsatz erzielte und Logistikzentralen in Paderborn sowie – nach eigenen Angaben – in Unterschleißheim bei München unterhält.
Mehrheitsbeteiligungen der MBG Holding GmbH (soweit nicht anders angegeben 100 % Anteil):
- MBG International Premium Brands GmbH, Paderborn
  - Novado GmbH, Paderborn
  - Event Liner GmbH (vormals MBG Convenience GmbH, Paderborn)
- MBG Foodservice GmbH, Paderborn (Bis 2012 Columbia Trading GmbH)[10]
- Barcall Magazine Limited, Paderborn
- MBG Global Brands GmbH, Paderborn (2017 verschmolzen mit der Effect Beverages GmbH)[10]
- Premium Immobilien Management GmbH, Paderborn
- Vino Italia Nobile GmbH, Paderborn
- KBAC GmbH, Paderborn
- BBH Gastronomie und Beteiligungs GmbH, Paderborn
- MBG Immobilien GmbH, Paderborn
- E. Eduard Meyer GmbH, Stadthagen

- MBG Nordic ApS, Hørsholm (75 %)
- Il Santo Sambuca S.r.l., Bozen
- Scavi & Ray S.r.l., Bozen
- Acqua Morelli S.r.l., Bozen
- MBG International Premium Brands España S.L.U., Palma de Mallorca
- MBG North America Inc., Atlanta

- Beverages Brands Holding Limited, Dubai
  - Maatra International Limited, Dubai
  - Beveragio Ltd., Dubai
  - MBG Global Nigeria Ltd., Nigeria
  - Beverage Management Ltd., Altrincham (bis 2016 The Feel Good Drinks Company Ltd.)[26]
  - JOHN'S Natural Juices Limited, Birmingham

## Marken

### Eigenmarken
- 9 Mile (Vodka, Alcopops)
- Acqua Morelli (Wasser)
- Aqua Gym (Koffeinwasser) – ehemalig
- Crystal Head (Vodka)
- Dos Mas (Liköre)
- Dr. Grimm Wiegand’s (Desinfektionsmittel)
- Effect (Energydrinks)
- Ganic (Vitaminwasser)
- Goldberg (Tonic Water)
- Haynes (Rum)
- Henderson and Sons (Chips)
- Herb Brewing (Biere)
- Il Santo (Sambuca)
- John’s (Mischgetränke)
- LP 4:20 (E-Zigaretten)
- Mermaid (Gin)
- Meyer’s Bitter (Kräuterbitter)
- Salitos (Biermischgetränke, Tequilas)
- Scavi & Ray (Weine, Liköre, Öle & Essige)
- Sears (Gin)
- Three Sixty (Vodka) – bis 2011
- Water Joe (Koffeinwasser) – ehemalig

### Fremdmarken
Neben den Eigenmarken ist bzw. war die MBG-Gruppe Generalimporteur verschiedener Fremdmarken. Dazu gehören bzw. gehörten:
- Almdudler (Limonaden) – Österreich
- Arizona (Eistees, Limonaden) – USA
- Miller (Biere) – USA, ehemalig
- Orangina (Limonaden) – Frankreich
- Perrier (Wasser) – Frankreich, ehemalig

## Auszeichnungen
- 2013 Red Dot Design Award für das Design der Marke Goldberg[35]
- 2014 Red Dot Design Award für die effect German Supporters Edition[36]
- 2016 German Design Award für effect[37]